# Liste der Stolpersteine in Stavenhagen

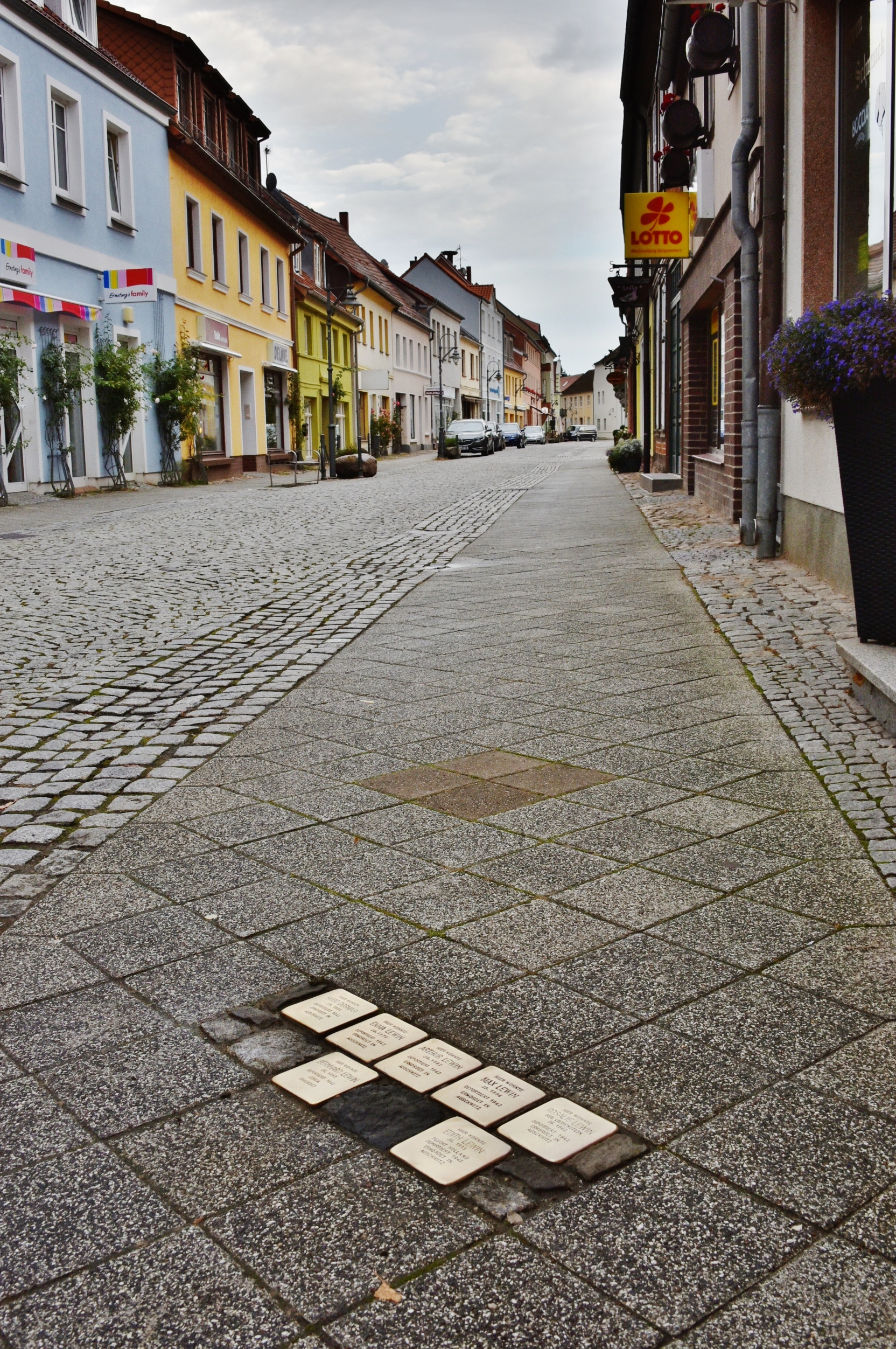
Stolpersteine in der Malchiner Straße

Die Liste der Stolpersteine in Stavenhagen enthält alle Stolpersteine, die im Rahmen des gleichnamigen Projekts von Gunter Demnig in Stavenhagen verlegt wurden. Mit ihnen soll Opfern des Nationalsozialismus gedacht werden, die in Stavenhagen lebten und wirkten. Sie liegen im Regelfall vor dem letzten selbstgewählten Wohnort des Opfers.
Die Erste Verlegung in dieser Stadt erfolgte am 9. Juli 2008.

## Verlegte Stolpersteine
In Stavenhagen wurden bisher zwölf Stolpersteine an drei Adressen verlegt.
| Stolperstein | Inschrift | Verlegeort                          | Name, Leben |
| ------------ | --- | ----------------------------------- | --- |
|              | HIER INHAFTIERT HARRY BARTHELT JG. 1928 1942 GEFÄNGNIS STAVENHAGEN FÜRSORGEHAUS GÜSTROW 1942 HEILANSTALT DOMJÜCH 'VERLEGT' 11.4.1943 HEILANSTALT SACHSENBERG-LEWENBERG ERMORDET 16.7.1943 | Schloss (ehemaliges Stadtgefängnis) | Harry Barthelt wurde am 21. Februar 1928 in Stavenhagen geboren. Auf Antrag des Jugendamtes Malchin und mit Zustimmung seines Vaters wurde im Juli 1942 wegen „kleiner Diebereien“ und „sittlicher Verwahrlosung“ von Richter Vollert die Unterbringung im Landesfürsorgehaus Güstrow angeordnet. Im August 1942 war er im Gerichtsgefängnis Stavenhagen inhaftiert und wurde dann in das Fürsorgehaus Güstrow überstellt. Am 14. Dezember 1942 wurde er in die Heil- und Pflegeanstalt Domjüch verlegt. Von dort erfolgte am 11. April 1943 die Verlegung in die Heil- und Pflegeanstalt Sachsenberg, wo er am 16. Juli 1943 im Alter von 15 Jahren starb, mit hoher Wahrscheinlichkeit als Opfer der Kinder-Euthanasie. |
|              | HIER WOHNTE HUGO DOSMAR JG. 1881 DEPORTIERT 1942 ERMORDET IN AUSCHWITZ | Malchiner Straße 23                 | Hugo Dosmar wurde am 18. Oktober 1881 in Grätz geboren. Er war der Bruder von Emma Lewin. Am 10. November 1938 wurde er verhaftet und war bis zum 2. Dezember 1938 im Zuchthaus Alt-Strelitz inhaftiert. Am 10. Juli 1942 war er im Durchgangslager Ludwigslust inhaftiert und wurde am 11. Juli 1942 in das Vernichtungslager Auschwitz deportiert. |
|              | HIER WOHNTE ERICH JACOBSOHN JG. 1910 'SCHUTZHAFT' 1938 GEFÄNGNIS ALT-STRELITZ FLUCHT 1939 SHANGHAI                                                                                        | Amtsbrink 15                        | Erich Jacobsohn wurde im Jahr 1910 als Sohn von Hans und Käte Jacobsohn geboren. Am 10. November 1938 wurde er nach den Novemberpogromen verhaftet und war im Gefängnis Alt-Strelitz inhaftiert, wo er bis 22. Februar 1939 bleiben musste. Nach seiner Freilassung emigrierte er sofort nach Shanghai. Er lernte dort 1945 Ilse Ludomer kennen, heiratete sie 1946 und das Paar bekam am 21. Juli 1947 mit Aileen eine Tochter. Im gleichen Jahr wanderte die Familie in die USA aus und änderte den Namen in Jacobson. Dort wurde dann der Sohn Mark geboren. Eric Jacobson, wie er sich seit seiner Emigration in die USA nannte, überlebte als einziger seiner Familie den Holocaust. Anfang der 1990er Jahre besuchte er noch einmal Stavenhagen und starb im Jahr 1994. Die Tochter Aileen besuchte Stavenhagen im Mai 2011 zur Verlegung der Stolpersteine für Bernhard Lewin und Hugo Dosmar. |
|              | HIER WOHNTE HANS JACOBSOHN JG. 1882 DEPORTIERT 1942 ERMORDET IN AUSCHWITZ | Amtsbrink 15                        | Hans Jacobsohn wurde am 4. Juni 1882 in Berlin geboren und lebte in Stavenhagen. Am 10. November 1938 wurde er verhaftet und war bis zum 17. November 1938 im Zuchthaus Alt-Strelitz in „Schutzhaft“. Am 10. Juli 1942 war er im Durchgangslager Ludwigslust inhaftiert und wurde am 11. Juli 1942 in das Vernichtungslager Auschwitz deportiert. |
|              | HIER WOHNTE HEINZ JACOBSOHN JG. 1924 DEPORTIERT 1942 ERMORDET IN AUSCHWITZ | Amtsbrink 15                        | Heinz Jacobsohn wurde am 31. März 1924 als Sohn von Hans und Käte Jacobsohn in Stavenhagen geboren. Am 10. Juli 1942 war er im Durchgangslager Ludwigslust inhaftiert und wurde am 11. Juli 1942 in das Vernichtungslager Auschwitz deportiert. |
|              | HIER WOHNTE KÄTE JACOBSOHN JG. 1886 DEPORTIERT 1942 ERMORDET IN AUSCHWITZ | Amtsbrink 15                        | Käte Jacobsohn wurde am 11. September 1886 als Käte Friedlaender in Kolberg geboren und lebte in Stavenhagen. Am 10. Juli 1942 war sie im Durchgangslager Ludwigslust inhaftiert und wurde am 11. Juli 1942 in das Vernichtungslager Auschwitz deportiert. |
|              | HIER WOHNTE ARTHUR LEWIN JG. 1882 DEPORTIERT 1942 ERMORDET IN AUSCHWITZ | Malchiner Straße 23                 | Arthur Lewin wurde am 23. August 1882 in Pasewalk geboren. Er war der Bruder von Max Lewin. Am 10. November 1938 wurde er verhaftet und war bis zum 2. Dezember 1938 im Zuchthaus Alt-Strelitz inhaftiert. Danach verkauften er und sein Bruder das gemeinsame Haus. Am 10. Juli 1942 war er im Durchgangslager Ludwigslust inhaftiert und wurde am 11. Juli 1942 in das Vernichtungslager Auschwitz deportiert. |
|              | HIER WOHNTE BERNHARD LEWIN JG. 1913 DEPORTIERT 1942 IZBICA ERMORDET | Malchiner Straße 23                 | Bernhard Lewin wurde am 8. Januar 1913 als Sohn von Emma und Arthur Lewin in Stavenhagen geboren. Er war zwischenzeitlich in Wolzig (Pflegeheim Heidesee) untergebracht und vom 7. Juni bis 10. Juli 1933 im KZ Oranienburg inhaftiert. Danach erfolgte seine Verlegung in die Heil- und Pflegeanstalt Bendorf-Sayn. Am 15. Juni 1942 wurde er ab Koblenz in das Vernichtungslager Sobibor deportiert. |
|              | HIER WOHNTE EDITH LEWIN JG. 1913 FLUCHT HOLLAND DEPORTIERT 1943 ERMORDET IN AUSCHWITZ | Malchiner Straße 23                 | Edith Lewin wurde am 29. August 1913 als Tochter von Max und Martha Lewin in Stavenhagen geboren. Ihre Mutter Martha geb. Dosmar starb im Oktober 1935. Sie emigrierte 1935/1936 nach Amsterdam in die Niederlande und kam dort bei einer Familie unter, wo sie sich verstecken konnte. Als ihr Versteck verraten wurde, wurde sie von Westerbork in das Vernichtungslager Auschwitz deportiert. Dort wurde sie am 24. September 1943 ermordet. |
|              | HIER WOHNTE EMMA LEWIN JG. 1879 DEPORTIERT 1942 ERMORDET IN AUSCHWITZ | Malchiner Straße 23                 | Emma Lewin wurde am 6. Juni 1879 in Grätz geboren. Emma Lewin war mit Arthur Lewin verheiratet. Am 10. Juli 1942 war sie im Durchgangslager Ludwigslust inhaftiert und wurde am 11. Juli 1942 in das Vernichtungslager Auschwitz deportiert. |
|              | HIER WOHNTE MAX LEWIN JG. 1884 DEPORTIERT 1942 ERMORDET IN AUSCHWITZ | Malchiner Straße 23                 | Max Lewin wurde am 8. Juli 1884 in Pasewalk geboren. Er war der Bruder von Arthur Lewin. Am 10. November 1938 wurde er verhaftet und war bis zum 2. Dezember 1938 im Zuchthaus Alt-Strelitz inhaftiert. Danach verkauften er und sein Bruder das gemeinsame Haus. Am 10. Juli 1942 wurde er in das Durchgangslager Ludwigslust gebracht und am 11. Juli 1942 in das Vernichtungslager Auschwitz deportiert. |
|              | HIER WOHNTE ROSALIE LEWIN JG. 1882 GEB. LIEBENSTEIN DEPORTIERT 1942 ERMORDET IN AUSCHWITZ                                                                                                 | Malchiner Straße 23                 | Rosalie Lewin wurde am 20. Januar 1882 in Liebenstein geboren. Im Dezember 1941 heiratete sie Max Lewin, der mit ihr seine dritte Ehe einging. Am 10. Juli 1942 war sie im Durchgangslager Ludwigslust inhaftiert und wurde am 11. Juli 1942 in das Vernichtungslager Auschwitz deportiert. |

## Verlegedaten
- 9. Juli 2008: Malchiner Straße 23 (Arthur Lewin, Emma Lewin, Max Lewin)
- 13. Juni 2009: Amtsbrink 15
- 20. Mai 2011: Malchiner Straße 23 (Hugo Dosmar, Bernhard Lewin)
- 13. Juni 2018: Amtsbrink 15 (Erich Jacobsohn), Malchiner Straße 23 (Edith Lewin, Rosalie Lewin), Schloss (ehemaliges Stadtgefängnis)[15]